# Dragon Quest & Final Fantasy in Itadaki Street Portable
Dragon Quest & Final Fantasy in Itadaki Street Portable (ドラゴンクエスト&ファイナルファンタジー in いただきストリート ポータブル?, Doragon Kuesuto & Fainaru Fantajī in Itadaki Sutorīto Pōtaburu) è un videogioco per PlayStation Portable sviluppato da Think Garage e pubblicato da Square Enix nel 2006. Vede come protagonisti i diversi personaggi delle due serie della Square Final Fantasy e Dragon Quest, ed è il successore del videogioco Dragon Quest & Final Fantasy in Itadaki Street Special per PlayStation 2.

## Sistema di gioco
Come il suo predecessore, il videogioco ha un gameplay molto simile a Monopoly e Mario Party, con l'utilizzo di dadi, monete e caselle speciali.

## Personaggi

### Final Fantasy
| Personaggio | Videogioco        |
| ----------- | ----------------- |
| Cloud       | Final Fantasy VII |
| Tifa        | Final Fantasy VII |
| Aerith      | Final Fantasy VII |
| Sephiroth   | Final Fantasy VII |
| Gidan       | Final Fantasy IX  |
| Vaan        | Final Fantasy XII |
| Penelo      | Final Fantasy XII |
| Ashe        | Final Fantasy XII |
| Balthier    | Final Fantasy XII |

### Dragon Quest
| Personaggio | Videogioco        |
| ----------- | ----------------- |
| Slime       | Dragon Quest      |
| Arena       | Dragon Quest IV   |
| Manya       | Dragon Quest IV   |
| Minea       | Dragon Quest IV   |
| Bianca      | Dragon Quest V    |
| Jessica     | Dragon Quest VIII |
| Yangus      | Dragon Quest VIII |
| Angelo      | Dragon Quest VIII |
| Marcello    | Dragon Quest VIII |